# Tamyra Mensah
Tamyra Mariama Mensah-Stock (nascida Mensah; Chicago, 11 de outubro de 1992) é uma lutadora profissional americana e ex-lutadora amadora. Ela trabalha atualmente para a WWE, onde atua na marca NXT sob o nome de ringue Tyra Mae Steele.
Mensah-Stock competiu anteriormente na luta livre feminina estilo livre, conquistando a medalha de ouro nas Olimpíadas de Tóquio em 3 de agosto de 2021, tornando-se a primeira mulher negra a ganhar ouro na luta livre feminina estilo livre.

## Carreira na luta amadora
Mensah participou dos Jogos Olímpicos de Verão de 2020 em Tóquio, onde participou do confronto de peso médio, conquistando a medalha de ouro após disputa contra a nigeriana Blessing Oborududu.

## Carreira na luta livre profissional
Em 3 de maio de 2023, foi anunciado que Mensah-Stock havia assinado com a WWE para se tornar uma lutadora profissional. Ela é a terceira medalhista olímpica de ouro na luta livre (depois de Kurt Angle e Gable Steveson) e a primeira mulher medalhista olímpica de ouro na luta livre a assinar com a empresa. Na gravação do episódio de 5 de julho de 2024 do NXT Level Up, ela fez sua estreia no ringue sob o nome de Tyra Mae Steele, em uma luta que perdeu para Wren Sinclair. Em fevereiro de 2025, Steele participou da primeira temporada do LFG (Legends & Future Greats), uma série de reality show envolvendo “talentos em ascensão” que competem por um contrato no NXT. Ela foi orientada por The Undertaker e se tornou a primeira vencedora feminina da competição. No episódio de 3 de junho do NXT, Steele fez sua estreia oficial no ringue da marca, onde derrotou Arianna Grace.

## Vida pessoal
Em 2016, Mensah-Stock casou-se com Jacob Stock, que lutou ao lado da futura esposa na Morton Ranch High School e na Wayland Baptist University. Mensah-Stock é pescatariana.

## Títulos e prêmios
- WWE
  - LFG I Feminino